# 5262 Brucegoldberg
Az 5262 Brucegoldberg (ideiglenes jelöléssel 1990 XB1) a Naprendszer kisbolygóövében található aszteroida. Eleanor F. Helin fedezte fel 1990. december 14-én.